# 朋党
朋党（ほうとう）とは、前近代の中国やその周辺地域において政治的な思想や利害を共通する官僚同士が結んだ党派集団のこと。

## 概要
そもそも、朋党の形成について、儒教では批判的にみられており、『論語』では孔子の発言として「君子は矜にして争わず、群れて党せず」（衛霊公編）「君子は周して比せず、小人は比して周せず」（為政編）を記している。だが、実際には前近代の中国においては、たびたび朋党が形成され、反対派から攻撃されて政変の一因（例:党錮の禁）となったが、それが大きな転機を迎えるのは唐の後期に発生した牛李の党争である。従来の貴族社会内部の血縁や婚姻関係などを軸に形成されることが多かった朋党から、学問・政策などを軸に形成される朋党への過渡期にあたる時期の朋党間の対立であり、従来の要素が残っているとは言え、藩鎮弾圧には消極的で科挙には積極的な牛党と藩鎮弾圧には積極的で科挙には消極的な李党という対立構図が浮上することになった。
宋代に入ると、従来から侍従や台諫（御史台や諫官、その官僚を「言路の官」「言官」とも称した）による上奏制度である「議」に加え、その他の官僚にも広く皇帝への直接上奏の機会を認めた「対」の導入によって官僚による言論活動が盛んになった。また、科挙制度の導入によって合格者は血縁・婚姻関係に関わらず登用されるようになった一方で、実際の任官には上位の官職保有者の推薦（保挙）が必要となった。このため、科挙の同年合格者同士とか同じ職場同士、同じ地域出身といった人間関係の構築が将来の昇進に深く関わるようになり、結果的には朋党の形成を促すようになる。また、集団での言論活動を擁護するために政治的な思想・言論に基づく朋党を擁護する「君子有党論」も出現し、朋党による争いが発生するたびにこうした見方が強調されるようになる。王禹偁・欧陽脩・范仲淹・司馬光・劉安世は「道」による君子の朋党と「利」による小人の朋党には区別があり、小人の朋党は排除しなければならないが君子の朋党は国家に資することを説いた。特に欧陽脩の『朋党論』は名文として後世に知られた。
だが、現実の北宋の政治においては朋党間の政治対立は、反対派を小人の朋党として非難・追放することに終始し、政治的混乱を招くことになる。加えて皇帝が権力の集中を強めていく宋代以降の王朝において、君主に隷属すべき官僚が横のつながりで政治集団を形成して一種の世論を生み出す可能性のある朋党は皇帝の権力行使を脅かすものとして抑圧、ひいては禁圧される方向へと向かうことになる。
南宋の高宗は紹興2年（1132年）4月に朋党に対する厳罰を命じる詔を出し、明の洪武帝は『大明律』職制編に姦党条・交結近侍官員条・上言大臣特政条を設けて朋党を禁じ、清の雍正帝は『御製朋党論』を著し欧陽脩を批難し、一切の朋党を認めない姿勢を示している。もっとも、現実には「すべての官僚は皇帝に直結すべきで横のつながりなど不要」と皇帝が言っても意見の近い者や利害の一致する者が結ぶのは避けがたく、清朝滅亡に至るまで朋党は存在した。
なお、平田茂樹は、現代国家に置き換えた場合の朋党の位置づけについて、国家を皇帝を頂点とする「政党（＝皇帝党）」、朋党をその内部で形成された「派閥」に中国固有の社会的結合を反映させた姿とみなしている。